# Demokratische Axt
Die Demokratische Axt (ukrainisch Демократична Сокира Demokratyczna Sokyra, abgekürzt: DS, D7) ist eine politische Partei in der Ukraine, die im Jahr 2018 gegründet und am 22. Mai 2019 offiziell registriert wurde.

## Geschichte

### Gründung
Die Idee der Gründung der Partei Demokratische Horde wurde Ende April 2018 angekündigt. Ungefähr 30 bekannte Blogger (Yuriy Hudimenko, Ihor Bihdan), Journalisten (Viktor Trehubov, Chefredakteur der Website Peter und Mazepa), Mykhail Makaruk (Freiwilliger von Narodnyi Tyl und der InformNapalm-Community), Geschäftsleute (Bohdana Yarova, Pylyp Dukhliy), Hacker (unter den Spitznamen Sean Townsend und Jeoffrey Dahmer von der Ukrainian Cyber Alliance), ATO-Veteranen (Alexander Zolotko, Anton Columbet usw.), Freiwillige (Serg Marco, Yaroslav Matyushyn), Programmierer, Schriftsteller und andere gaben Erklärungen zum Beitritt oder zur Unterstützung der Partei ab. Im Sommer 2018 wurde die Partei von der Demokratischen Horde in die Demokratische Axt umbenannt. Die Gründer erklärten es mit negativen Konnotationen, die das Wort Horde im Namen hervorriefen.
Am 4. August 2018 fand im Gasthaus Sviy v dosku die konstituierende Versammlung der Partei statt, an der 400 Personen teilnahmen. Am 27. Dezember 2018 wurden dem Justizministerium der Ukraine Dokumente zur offiziellen Registrierung der Partei vorgelegt. Vom Justizministerium wurde die Partei am 22. Mai 2019 offiziell in das Register der politischen Parteien aufgenommen.

### Vorgezogene Parlamentswahlen im Jahr 2019

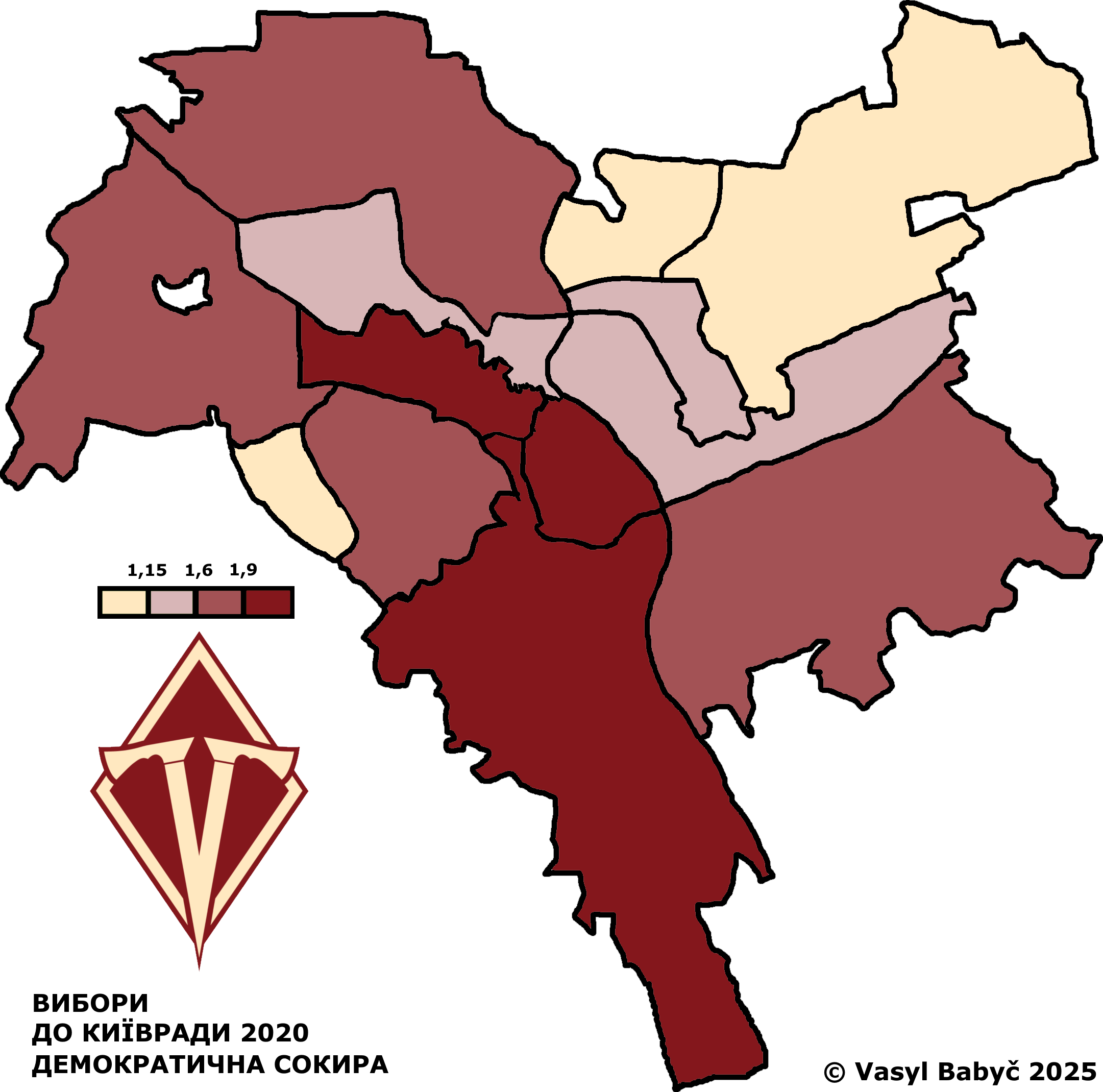
Die Ergebnisse der Partei "Demokratische Axt" bei den Kommunalwahlen in Kiew am 25. Oktober 2020 nach Wahlkreisen.

Am 15. Mai 2019 wurde eine Partnerschaft zwischen den Parteien Syla Liudei, der Ukrainischen Galizischen Partei und der Demokratischen Axt gegründet, um ihre Arbeit zu koordinieren und demokratische Reformen voranzutreiben.
Am 13. Juni 2019 wurden von der Zentralen Wahlkommission der Ukraine 10 Kandidaten der Partei für die Teilnahme an der vorgezogenen Parlamentswahl registriert. Keiner der Kandidaten war erfolgreich, Anton Columbet und Mykyta Solovyov erzielten mit 4,3 % bzw. 3,4 % die höchsten Ergebnisse.

## Ideologie
Die Partei unterstützt "den Landmarkt, die Liberalisierung der Waffengesetze, die konsequente Entkriminalisierung leichter Drogen, die Legalisierung von Kasinos und Prostitution sowie alle anderen Initiativen zur Maximierung der Befreiung eines verantwortungsbewussten Bürgers aus der Diktatur des sozialistischen Staates". Die Partei betrachtet die Minimierung des Einflusses des Staates auf das Leben der Bürger als den wichtigsten Schwerpunkt der Ideologie: Abschaffung des Moratoriums für Landverkäufe, vollständige Privatisierung, maximale Deregulierung. Die Demokratische Axt versteht sich auch als Opposition zu Präsident Selenskyj.

## Aktivitäten

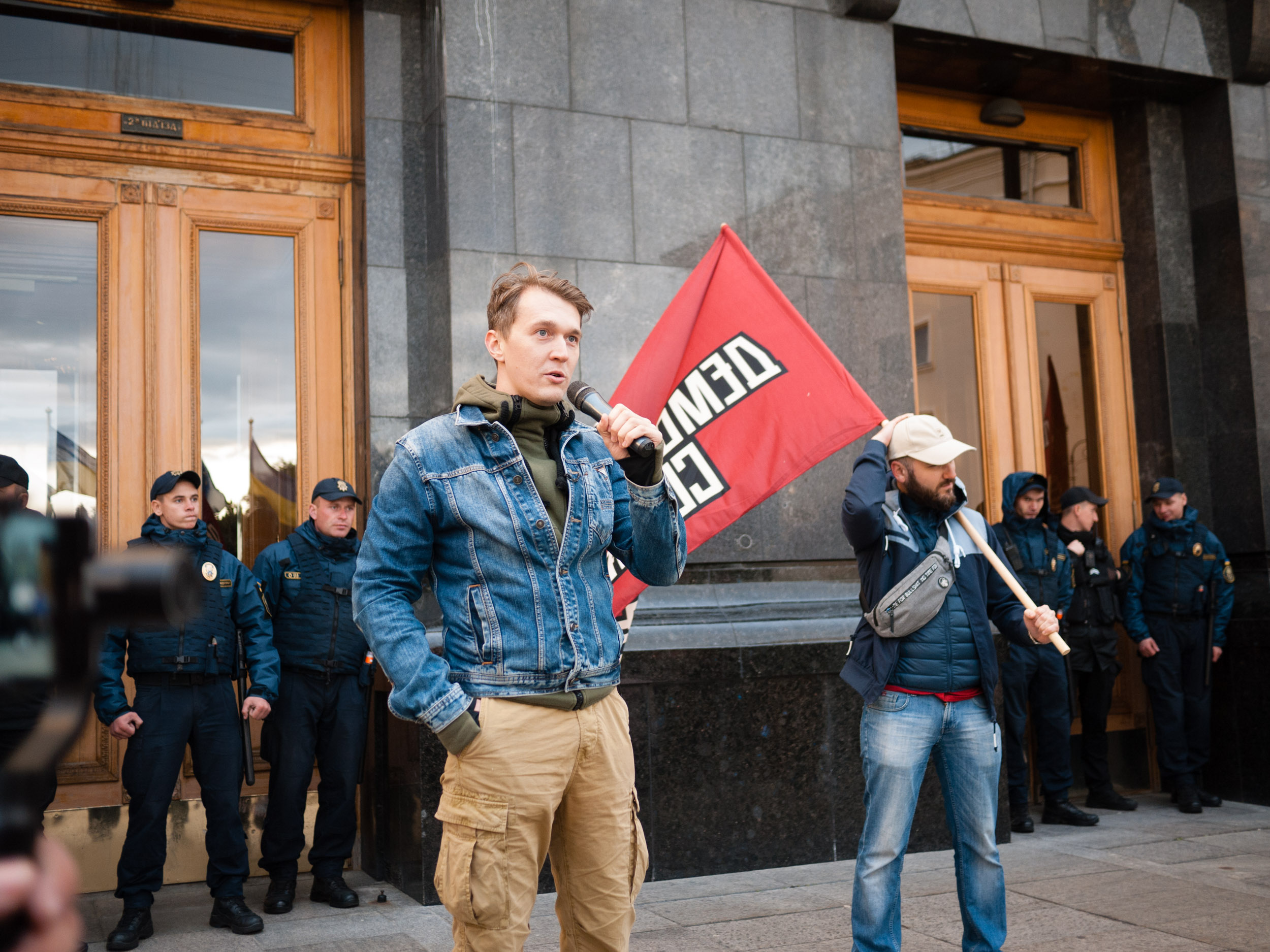
Yuriy Hudymenko während der Aktion „Amtsenthebung von Kolomojskyj“ am 20. September 2019

Bereits vor der Registrierung startete die Partei eine Kampagne, um eine Gesetzesvorlage zum Ersatz der Körperschaftsteuer durch die Steuer auf abzugfähiges Kapital zu unterstützen. Die Partei veranstaltete auch einen Flash-Mob, um den Gesetzentwurf Nr. 6688 über die Sperrung von Websites zu blockieren, was die Internetfreiheit und die Rechte der Anbieter erheblich einschränkte.
Durch die Durchführung einer Kampagne in den Medien, sozialen Netzwerken und Straßenaktionen ist es der Partei gelungen, die Annahme des Codex für das Gastransportgesetz durch die Nationale Kommission der staatlichen Regulation für Energie und der öffentlichen Errichtungen um zwei Monate zu verzögern. Nach Angaben der DA-Führung könnten die geplanten Änderungen dieses Codex den mit Dmytro Firtasch verbundenen regionalen Gasunternehmen erlauben, nicht genehmigte Gasförderungen für den Oligarchen durchzuführen.
Am 6. Juni 2018 gewannen drei Vertreter des Vereins Demokratische Axt der Horde, der bei der Partei begründet wurde, – Maxim Dyzhechko, Tatiana Lokatska und Anatoliy Mazur – die meisten Stimmen bei den Wahlen zum öffentlichen Kontrollgremium des Nationalen Büros für Korruptionsbekämpfung der Ukraine.
Bei den Wahlen 2019 zum öffentlichen Kontrollgremium des Nationalen Büros für Korruptionsbekämpfung der Ukraine bildeten sympathisierende Vereine eine Koalition mit der Veteranenbewegung der Ukraine und gewannen 14 von 15 Sitzen.

## Struktur und Führung
Seit ihrer Gründung hat sich die Partei ohne charismatischen Führer positioniert. Alle wichtigen Entscheidungen werden durch Abstimmung unter den Parteiführern getroffen.
Parteivorsitzender: Igor Shchedrin

Parteipolitischer Rat: Yuriy Hudymenko, Anton Shvets, Viktor Trehubov

## Finanzierung
Laut den Gründern der Partei ist Crowdfunding eine der Hauptfinanzierungsquellen. Die Partei veröffentlicht regelmäßig Ausgaben- und Gewinn- und Verlustrechnungen.

## Kritik
- Nach der „Veteranen der WoW-Kampagne“ beschuldigten russische Medien die Partei, dass sie die im Zweiten Weltkrieg Getöteten nicht respektieren.
- Eine Reihe ukrainischer Medien und öffentlicher Aktivisten beschuldigen die Partei für ihre Beziehungen mit der Präsidialverwaltung von Petro Poroschenko und einigen Mitgliedern der Partei für politische Arbeit mit dem ehemaligen Deputat des Parlaments Yuri Ivanyushchenko und dem Berater von Präsident Poroshenko Yuri Biryukov. Die Partei bestätigt die letzte These und widerlegt die vorherige.[31][28][1]